# Chřástal pacifický
Chřástal pacifický (Zapornia nigra) je špatně známý, vyhynulý druh ptáka z čeledi chřástalovití (Rallidae). Dosahoval velikosti asi 15 cm, měl černě zbarvený hřbet, křídla, ocas a zobák. Hlava, krk a spodní partie byly uhlově šedé, se světlejšími odstíny na bradě. Končetiny měly červenou barvu, červená byla taktéž oční duhovka.

## Taxonomie
Poprvé se o tomto druhu zmínil anglický ilustrátor John Frederick Miller v roce 1784 ve svém díle Various subjects of Natural History, kde popisuje ptáky, zvířata a mnoho zajímavých rostlin. Tato mimořádně vzácná položka obsahovala barevnou desku signovanou Rallus nigra. Text, vepsaný mezi desky, informoval pouze o jménu a místě získání holotypu: Otaheite (dřívější název Tahiti). Averil Margaret Lysaghtová byla přesvědčena, že se jedná o chřástala temného (Zapornia tabuensis), který se běžně vyskytuje v Austrálii a Oceánii, a jméno R. nigra považovala za synonymum. Polynéský chřástal však byla zvěčněn ještě před Millerovou ilustrací. Nakreslil ho Georg Forster, který tento druh objevil během druhé plavby Jamese Cooka. Podle vyobrazeného zbarvení ptáka se Lysaghtová mýlila. Barevnou tabuli později reprodukoval Miller v díle Cimelia Physica (1796), které vyšlo v roce, kdy jeho autor zemřel. Dochovalo se více kopií než originálů.
V současnosti (2021) je chřástal pacifický řazen do rodu Zapornia, dříve byl často zařazován do rodu Porzana. Druh možná vykazoval příbuznost s chřástalem temným (Zapornia tabuensis) a chřástalem hendersonským (Z. atra).

## Morfologie
O chřástalovi pacifickém je známo jen naprosté minimum informací. Žil na ostrově Tahiti v Tichém oceánu, značně spekulativně i na ostrově Mangaia. Je prokazatelně znám pouze ze dvou ilustrací, nedochovaly se žádné kosterní pozůstatky.
V Cimelia Physica je kromě barevné tabulky o chřástalu pacifickém také text. Na barevné desce byl vyobrazen ve své skutečné velikosti (délka těla asi 15 cm). Na původním štítku byl pták celý černý, v barvě dřevěného uhlí. Zdá se, že peří má různě intenzivní barvu, ale to může být iluze způsobená čarami, které zůstaly po tisku. Zobák je také černý, ale je zobrazen tenčí než na Forsterově ilustraci, zatímco hlava se zdá být kulatější. Horní čelist a dolní čelist jsou odděleny žlutozelenou linií. Nohy jsou nakresleny jako matnější, tmavší než Fosterovy, červenohnědé. Drápy šedé, duhovky červené.
John Frederick Miller s největší pravděpodobností svůj obraz okopíroval podle Forsterova originálu. Pozdější popisy ptáka zveřejnili také přírodovědci John Latham a Johann Friedrich Gmelin.

## Status
Podle Mezinárodního svazu ochrany přírody (IUCN) je chřástal pacifický vyhynulý taxon (EX, Extinct). Paleontologické práce na ostrově Mangaia (jižní část Cookových ostrovů) odhalily přítomnost dvou populací chřástalů, z nichž jednu tvořila vyhynulý chřástal Zapornia rua a druhou chřástal příbuzný chřástalovi temnému (Z. tabuensis), nebo snad některá jeho rasa. D. W. Steadman zjistil od domorodců informace o malých černých ptácích – moʻo moʻo, kteří obývají bažiny uprostřed ostrova a špatně létají. Spekulativně by mohlo jít o ještě relativně nedávno žijící populaci chřástalů pacifických.
Již brzy po objevení zřejmě tahitská populace vyhynula, patrně v důsledku zavlečení nepůvodních savců, čemuž mohlo napomoci to, že chřástal byl pravděpodobně nelétavý.